# Ballaveu
Ballaveu és un duet de música tradicional d'Olesa de Montserrat especialitzat en el ball a la veu. Va ser fundat l'any 2015 per Xavier Rota i Boada (veu, guitarra i percussions tradicionals com el pandero quadrat o la canya esquerdada) i Patri Garcia Fernández (veu i percussions tradicionals com el pandero quadrat i la pandereta).
Segons el periodista de música tradicional Ferran Riera, "la parella ha consolidat un repertori i una forma de presentar-lo que potser no tenen parangó en tot el país".
El seu repertori, íntegrament cantat en llengua catalana, està constituït per temes de ball tradicional, sobretot de la Catalunya Vella, com sardana a l'antiga, ball pla i ballets de la Catalunya interior, així com temes de ball folk català, basats en el ball de parella popular dels segles XIX i de principis del XX: (valsos, polques, xotis, masurques, pasdobles, havaneres…). També tenen repertori de concert, àmbit on inclouen cançons en llengua occitana.

## Trajectòria
La qualitat i versatilitat del duet l'ha dut a participar de nombrosos festivals de música tradicional de Catalunya i d'arreu d'Europa, ja sigui amb format concert, ball tradicional o taller de cançó, polifonia i dansa catalana: "Festival Tradicionàrius" de la Vila de Gràcia,"Fira Mediterrània de Manresa","Le Grand Bal de l'Europe" de Gennetines (França),"Danses a la plaça del Rei", "Gran Bal Trad" de Vialfrè (Piemont),"Undàrius" (Girona), "Berguedà Folk" (Berguedà), "Les Ptibals" de La Grassa (Aude, Occitània), "Les Trad'Hivernnales" de Somèire (Llenguadoc, Occitània), "EdinBal" d'Edimburg (Escòcia), "Folk Festival Marsinne" (Bèlgica), "Pfingst-Tanz-Festival" de Wangen im Allgäu (Baden-Württemberg, Alemanya),"Festival Tarba en Canta" de Tarba (Bigorra, Occitània), entre d'altres.
Ballaveu va mantenir entre 2017 i 2018 una estreta col·laboració amb l'acordionista i compositor basc Kepa Junkera, amb qui va participar en la gravació dels discs "FOK" (2017) i "Kirineoc" (2018), aquest darrer juntament amb la Cobla Sant Jordi, i va formar part de la banda de músics que el va acompanyar de gira arreu dels Països Catalans.
El duet va guanyar el Premi Enderrock l'any 2021 a la millor cançó folk amb "Dalt del cotxe | Un, dos, rat", dues cantarelles infantils a ritme de xotis.
L'any 2022 va crear juntament amb la Coral Sant Esteve de Sant Esteve Sesrovires un espectacle de cant coral basat principalment en el repertori de ball de Ballaveu.
Cal destacar també la col·laboració amb la jove cantant escocesa Katie Macfarlane en el disc de debut ("An Nighean Sheunta / The Enchanted Girl") amb dos temes: "La nina encantada" i "La presó de Lleida".

## Discografia
- Flors i violes (Audiovisuals de Sarrià, 2016)
- Dalt del cotxe | Un, dos, rat (Autoeditat, 2016). Videoclip[18]
- Ball de nit (Segell Microscopi, 2020)
- El pinyol de l'Oliva (Sota la palmera, 2021). Single[19]
- Els tres dallaires (Autoeditat, 2022). Videoclip[20]

## Col·laboracions[calcitació]
- Kepa Junkera: FOK (Satélite K, 2017)
- Kepa Junkera: kirineoc (DiscMedi, 2018).
- DACATRÀ! Propostes escolars al voltant de cançons i danses tradicionals (UAB - UdG - El Foment, 2021)
- La Gravetat de Coulomb: E PUR SI BALLA (Adep. Cat, 2021).
- Katie Macfarlane: An Nighean Sheunta / The Enchanted Girl (Viewbank Records, 2023).